# إعجاز أحمد شاه
إعجاز أحمد شاه سياسي باكستاني وضابط مخابرات سابق في الجيش الباكستاني. يشغل حاليًا منصب وزير الداخلية الاتحادي منذ أبريل 2019. شغل سابقًا منصب وزير الشؤون البرلمانية الاتحادي من مارس 2019 إلى أبريل 2019. وهو عضو في المجلس الوطني الباكستاني منذ أغسطس 2018.
كما شغل منصب المدير العام لمكتب المخابرات الباكستاني من 2004 إلى 2008. كان شاه زميلا مقربا لفترة طويلة لبرويز مشرف وضابط سابق في المخابرات الباكستانية.
كانت ولاية شاه كرئيس لمكتب المخابرات مثيرة للجدل مع اتهامات بالاحتيال السياسي وتقويض القضاء.